# Makrokylindrus serricauda
Makrokylindrus serricauda är en kräftdjursart som först beskrevs av T Scott 1912.  Makrokylindrus serricauda ingår i släktet Makrokylindrus och familjen Diastylidae. Inga underarter finns listade i Catalogue of Life.